# 에녹사파린
에녹사파린(enoxaparin, 대부분의 제형: 에녹사파린 나트륨)은 로베녹스(Lovenox) 등의 상품명으로 판매되는 항응고제이다. 심부정맥혈전증(DVT)과 폐색전증(PE) 치료 및 예방이 적응증이며, 임신 중이거나 특정 수술 후에 발생한 경우에도 사용된다. 급성 관상동맥 증후군(ACS)과 심장 발작 환자에도 쓰인다. 피하 주사나 정맥 주사로 투여한다. 또한 혈액투석 중일 때도 이용한다.
흔한 부작용에는 출혈, 발열, 다리의 부종이 있다. 요추천자를 받는 환자에서는 출혈이 특히 심각하게 발생할 수 있다. 임신 중 사용은 태아에게 안전하다고 여겨진다. 에녹사파린은 저분자량 헤파린 계열 약제에 속한다.
에녹사파린이 처음으로 개발된 것은 1981년, 의료용 사용이 승인된 것은 1993년이다. WHO 필수 의약품 목록에 등재되어 있다. 에녹사파린은 여러 상품명으로 판매되고 있으며 복제약으로도 이용 가능하다. 에녹사파린은 헤파린에서 개발되었다. 2020년 한 해 동안 미국에서 50만 건 이상 처방되어, 350번째로 많이 처방된 약제로 기록되었다.

## 의학적 사용
- 불안정 협심증과 비ST분절상승 심근경색(NSTEMI) 치료. 아스피린과 병용한다.
- 침대에 누운 채 입원한 환자에서 DVT와 폐색전증 예방
- 슬관절 치환술, 고관절 치환술, 복부 수술을 받은 환자의 DVT 예방
- PE 동반 여부에 관계없이 DVT 치료
- ST분절상승 심근경색(STEMI)에서 DVT 치료[8]
- 치료 범위 아래의 INR인 환자에서 가교치료 용도로 사용

### 감시
에녹사파린의 흡수 정도, 생체이용률, 분포 등은 예측 가능하므로 혈중 농도 감시를 일반적으로 하지는 않는다. 그러나 특정 인구, 가령 콩팥 기능부전이 있거나 비만인 환자에서는 혈중 농도 감시가 이득이 있을 수 있다. 이런 경우 항-Xa를 특정해 그에 따라 용량을 조절한다.

### 역전제
헤파린의 역전제인 프로타민 황산염은 에녹사파린의 효과 역전에는 헤파린 쪽보다 효과가 약하다. 항-Xa인자 효과의 최대 약 60%까지 상쇄가 가능하다.

### 임신 중
에녹사파린은 FDA 임부투여안전성 B등급, 즉 임신 중 사용해도 태아에게 해를 끼치지 않을 것으로 예상되는 약물에 속한다. 이는 에녹사파린은 태반을 가로지르지 못해 임산부에게 투여해도 태아에게 약물이 노출되지 않기 때문이다. 임신 중 에녹사파린을 사용했을 때 태아 사망이 몇 건 보고된 바 있으나, 에녹사파린이 사망 원인인지는 불명확하다.
한편 에녹사파린(로베녹스) 다회분 주사액병에는 1mL당 15mg의 벤질 알코올이 보존제로서 들어가 있다. 다량(99–405 mg/kg/일)의 벤질 알코올이 투여된 미숙아에서 치명적인 숨가쁨 증상("gasping syndrome")이 나타났다는 보고가 있다.

## 약리학

### 작용 기전
에녹사파린은 저분자량 헤파린 계열에 속하는 약물이다. 여기 속하는 또 다른 약물로 달테파린, 폰다파리눅스, 틴자파린 등이 있다.
에녹사파린은 혈중 순환 항응고 성분인 안티트롬빈에 결합해 복합체를 이루고, 이를 통해 응고인자인 Xa인자를 비가역적으로 불활성화하는 방식으로 항응고 효과를 증강한다. 미분획 헤파린(UFH)과 비교했을 때 분자량이 낮아 트롬빈에 대한 활성은 비교적 적다.

### 약동학
- 흡수: 생체이용률 ~ 100%[18]
- 분포: 분포용적 (항-Xa 활성) = 4.3L[18]
- 대사: 간에서 탈황산화(desulfation)와 탈중합화를 거쳐 보다 분자량이 낮은 성분으로 대사된다.[18]
- 제거: 피하 주사 1회 시 반감기는 4.5시간이다. 1회 투여량의 활성 및 비활성 대사산물 중 10~40%는 콩팥을 통해 배설된다. 콩팥 기능이 손상된 환자에서는 기능에 따라 용량 조절이 필요하다.[18]